# Seo Dong-won (calciatore 1973)
Seo Dong-won (서동원?, 徐東元?; 12 dicembre 1973) è un ex calciatore sudcoreano, di ruolo centrocampista.